# Geoffrey Crossley
Geoffrey Crossley (ur. 11 maja 1921 w Baslow, zm. 7 stycznia 2002 w Oksfordzie) – brytyjski kierowca wyścigowy. Uczestniczył w dwóch oficjalnych Grand Prix Formuły 1, w tym w pierwszym Grand Prix Formuły 1 w historii, Grand Prix Wielkiej Brytanii. Był wówczas najmłodszym kierowcą, mając 29 lat i 2 dni, ale ten rekord już jedno Grand Prix później pobił José Froilán González (który miał wtedy 27 lat i 228 dni). Crossley w Formule 1 ścigał się samochodami skonstruowanymi przez firmę Alta. Brał udział także w wielu Grand Prix niewliczanych do Mistrzostw Świata.
Do lat 80. pracował jako producent mebli. Zmarł w 2002 roku po udarze mózgu.

## Wyniki w Formule 1
| Legenda oznaczeń w tabelach wyników Wyświetl szablon na nowej stronie | Legenda oznaczeń w tabelach wyników Wyświetl szablon na nowej stronie                                                                     |
| Oznaczenie                                                            | Wyjaśnienie |
| --------------------------------------------------------------------- | --- |
| Złoty                                                                 | Zwycięzca lub mistrzostwo |
| Srebrny                                                               | 2. miejsce lub wicemistrzostwo |
| Brązowy                                                               | 3. miejsce lub II wicemistrzostwo |
| Zielony                                                               | Ukończył, punktował (w klasyfikacji generalnej, gdy zdobył co najmniej jeden punkt na przestrzeni sezonu, poza trzema powyższymi opcjami) |
| Niebieski                                                             | Ukończył, nie punktował (w klasyfikacji generalnej, gdy nie zdobył co najmniej jednego punktu na przestrzeni sezonu)                      |
| Czerwony                                                              | Nie zakwalifikował się (NZ) |
| Czerwony                                                              | Nie prekwalifikował się (NPK) |
| Różowy                                                                | Nie ukończył (NU) |
| Różowy                                                                | Niesklasyfikowany (NS) (w klasyfikacji generalnej, gdy nie został sklasyfikowany w żadnym wyścigu sezonu)                                 |
| Czarny                                                                | Zdyskwalifikowany (DK) |
| Czarny                                                                | Wykluczony (WYK/EX) |
| Biały                                                                 | Nie wystartował (NW) |
| Biały                                                                 | Kontuzjowany (K/INJ) |
| Biały                                                                 | Wyścig odwołany (OD/C) |
| Bez koloru                                                            | Został wycofany (WYC/WD) |
| Bez koloru                                                            | Nie przybył (NP/DNA) |
| Bez koloru                                                            | Nie brał udziału w treningach (NT/DNP) |
| Bez koloru                                                            | Nie został zgłoszony (–) |
| Pogrubienie                                                           | Start z pole position |
| Kursywa                                                               | Najszybsze okrążenie wyścigu |
| †                                                                     | Nie ukończył, ale jego rezultat został zaliczony ze względu na przejechanie więcej niż 90% dystansu wyścigu.                              |
| *                                                                     | Sezon w trakcie |
| 1/2/3                                                                 | Punktowana pozycja w sprincie kwalifikacyjnym                                                                                             |
| Lista systemów punktacji Formuły 1                                    | |

| Rok  | Zespół            | Samochód | Silnik  | 1      | 2   | 3   | 4   | 5     | 6   | 7   | Msc. | Pkt. |
| ---- | ----------------- | -------- | ------- | ------ | --- | --- | --- | ----- | --- | --- | ---- | ---- |
| 1950 | Geoffrey Crossley | Alta GP  | Alta R4 | GBR NU | MCO | 500 | CHE | BEL 9 | FRA | ITA | –    | 0    |